# Glavni obavještajni odjel (Jordan)
Glavni obavještajni odjel (arp.: دائرة المخابرات العامة), Da'irat al-Mukhabarat al-Amma; eng.: General Intelligence Directorate, GID) je obavještajna služba Hašemitske Kraljevine Jordan. Glavni obavještajni odjel je poznatiji u svijetu pod engleskom skraćenicom GID. Sjedište GID-a je u Ammanu. GID je ključan činbenik jordanske nacionalne sigurnosti.
GID se smatra jednom od najboljih obavještajnih službi na Bliskom Istoku kao i jednom od najprofesionalnijih u arapskom svijetu.

## Misija
Misija Glavnog obavještajnog odjela je navedena na službenoj internetskoj stranici kao:
- doprinos očuvanju Kraljevstva i nacije pod vodstvom Hašemita Njegovog Veličanstva kralja Abdulaha II bin al Huseina, kao i zaštite sloboda jordanskog naroda i očuvanja demokratskog oblika vlasti. Naš je cilj podijeliti s drugima odgovornost za izgradnju pravog temelja koji vodi stvaranju okruženja sigurnosti i stabilnosti, koje će se uspješno odraziti na sve sektore nacije, osiguravajući povjerenje svim vrstama domaćih i stranih investitora da posluju u pouzdanoj i sigurnoj atmosferi.

## Dužnosti
Dužnosti i zadaci GID-a: 
- Zaštita nacionalne sigurnosti od bilo kakvog napada
- Prikupljanje i analiziranje informacija i priopćavanje donositeljima odluka
- Sprječavanje intelektualne sabotaže, koja generira materijalnu sabotažu i sprječavanje bilo kakvog pokušaja prodora u jordansko društvo
- Sprječavanje fizičke sabotaže i borba protiv terorizma, bez obzira na njegove oblike, ciljeve i izvore
- Djelovanje protiv Špijunskog softwera
- Zadaci i obavještajne operacije za sigurnost Jordana
- Zadaci i zadaće koje premijer dodijeli pismenim nalogom

## Povijest
Glavni obavještajni odjel je osnovan 1952. godine kao Glavni istražni odjel i pod tim imenom je djelovao sve do 1964. godine kada je usvojeno današnje ime.
Ravnatelj GID-a se imenuje kraljevskim dekretom nakon odluke koje donovi Vijeće ministara, jordanska Vlada.
GID je bio ključan u očuvanju unutarnje sigurnosti Jordana nakon sukoba Jordana pod vodstvom kralja Husseina I. i Palestinske oslobodilačke organizacije pod vodstvom Yassera Arafata od 1970. do 1971. godine koja je rezultirala izbacivanjem PLO-a s jordanskog teritorija nazvanom Crni rujan (eng. Black September). GID je spriječio mnogobrojne terorističke napade na jordanskom tlu. 
I prije američkog Rata protiv terorizma i terorističkih napada 11. rujna u New Yorku, Jordanci su se pokazali kao ključni parter Amerikancima u sprječavanju terorizma.
Početkom 2000-ih Jordanska obavještajna služba je otkrila teroristički plan velikih razmjera za napad na desetke hotela diljem Jordana i SAD-a. Jordan je odmah prenio informacije Amerikancima, a napadi su bili onemogućeni u obje zemlje. GID je upozorio Sjedinjene Države na predstojeće napade 11. rujna. Krajem ljeta 2001., Jordanska obavještajna služba presrela je poruku da je u SAD-u planiran veliki napad i da će se koristiti zrakoplovi. U poruci je također otkriveno da je operacija bila pod kodnim nazivom "Veliko vjenčanje", koja se doista pokazala kao kodna oznaka za teroristički napad 11. rujna. Poruka je proslijeđena američkim obavještajnim službama putem nekoliko kanala. 
Čak 100-ak zatvorenika Al-Kaide je prošlo kroz zatvor Mukhabarat u Al Jafru u južnoj pustinji Jordana. Među njima su neki od najvećih ulova u ratu protiv terorizma: šef Al Kaide Khalid Shaikh Mohammed i šef Perzijskog zaljeva Abd al-Rahim al Nashiri. Oslanjanje američkih obavještajnih službi na jordanske kolege dijelom je nastalo zbog odbojnosti obiju zemalja prema islamskom radikalizmu. Vjeruje se da je njihova suradnja pomogla ugušiti pobunu Al-Qaide u Iraku i eliminirati terorističke majstore poput Abu Musaba al Zarqawija.
Činjenica da CIA povjerava svoje najvažnije zatvorenike Jordanu govori mnogo o odnosu Washingtona s arapskim partnerima u ratu protiv terorizma. Uistinu, neopjevani junaci u naporima protiv Al Qaede bili su američki prijatelji u muslimanskom svijetu. Egipćani i Sjevernoafrikanci imaju visoke ocjene, ali Jordan se pokazao kao tajno oružje. "U mjeri u kojoj je itko bio učinkovit, Jordanci su bili", kaže bivši visoki dužnosnik američke obavještajne službe. "Oni su poput svačijeg omiljenog rođaka".
Tradicionalno bliske veze između CIA-e i jordanske špijunske agencije, ojačane nakon napada od 11. rujna 2001., povremeno su poticale tvrdnje skupina za ljudska prava da Jordan služi kao zamjenski zatvorski čuvar i ispitivač za američke obavještajne agencije. U posljednje dvije godine, suočene s novim prijetnjama u Afganistanu i Jemenu, Sjedinjene Države ponovno su pozvale saveznika za pomoć, kazali su sadašnji i bivši dužnosnici obiju zemalja.
Jamie Smith, bivši časnik CIA-e koji je radio u pograničnom području u godinama neposredno nakon Invazije SAD-a na Afganistan o GID-u kaže: "Oni poznaju negativca ... kulturu, njegove suradnike, i više od bilo koga o mreži kojoj pripada". Jordanci su bili posebno cijenjeni zbog svoje vještine u ispitivanju zarobljenika i kultiviranja doušnika, zahvaljujući nenadmašnoj "stručnosti s radikaliziranim militantnim skupinama i šiitskoj / sunitskoj kulturi", rekao je Smith.
Ipak, unatoč presudnoj ulozi Jordana, dužnosnici obiju zemalja inzistirali su na tome da njegovo sudjelovanje ostane praktički nevidljivo, djelomično kako bi se izbjeglo ugrožavanje položaja Ammana među drugim muslimanskim zemljama u regiji, priopćili su bivši obavještajni dužnosnici.
Ravnatelj Glavnog obavještajnog odjela od 2000. do 2005. general Saad Khair je opisan kao jedan od najvećih među arapskim obavještajnim časnicima svoje generacije. Vodio je niz majstorski izvedenih operacija protiv palestinskih terorističkih organizacija i kasnije Al Quaide. On je postavio standarde kako se to radi, rekao je bivši agent CIA-e koji je s njim blisko surađivao. George Tenet, ravnatelj CIA-e od 1996. do 2004. je na pitanje novinara koja strana obavještajna služba je najviše pomogla u borbi protiv Al Kaide je odmah odgovorio: "Jordanci!" te nastavio entuzijastično: "Njihov čovjek Saad Khair je superstar".
U filmu Tijelo od laži Ridley Scotta iz 2008. godine lik ravnatelja jordanske obavještajne službe Hani paše koji glumi Mark Strong je bio inspiriran stvarnim životom i obavještajnim djelovanjem Saada Khaira. Lik Hani Salaam se u filmu naziva Hani paša po počasnoj tituli za vrijeme Otomanskog carstva. Svi ravnatelji GID-a u stvarnosti koriste dodatak paša.
U terorističkom napadu na tajnu prislušnu stanicu CIA-e u Afganistanu blizu granice s Pakistanom 2010. godine stradalo je sedam agenata CIA-e i jedan agent GID-a. Agent identificiran kao Sharif Ali bin Zeid, satnik jordanske obavještajne službe, dobio je punu vojnu počast na ceremoniji koja se odnosila samo na njegov "humanitarni rad" u ratom razorenom Afganistanu. 
Na njegovom pogrebu u Ammanu osobno je prisustvovao jordanski kralje Abdullah II. i njegova supruga Rania. Njegova smrt ponudila je rijetki prozor u partnerstvo koje američki dužnosnici opisuju kao ključno za njihovu protuterorističku strategiju. Iako se njegovo sudjelovanje rijetko priznaje javno, Jordan igra sve važniju ulogu u borbi protiv al-Qaede i drugih terorističkih skupina, ponekad u zemljama daleko izvan Bliskog istoka, tvrde sadašnji i bivši vladini dužnosnici iz obje zemlje. Trenutni i bivši američki obavještajci priopćili su kako poseban odnos s Jordanom traje najmanje tri desetljeća i nedavno je napredovao do točke da CIA-in časnik za vezu u Ammanu ima slodoban i potpun pristup sjedištu GID-a.
Smatra se da CIA nakon britanske obavještajne službe SIS, poznatije kao Mi6 ima najbolje odnose s GID-om.
"Jordan je na vrhu naše liste stranih partnera", rekao je Michael Scheuer, koji je prošle godine podnio ostavku iz CIA-e, završivši 22-godišnju karijeru, od čega četiri godine na čelu jedinice koja je pratila vođu Al Qaede Osamu bin Ladena, "Imamo slične planove i spremni su pomoći na bilo koji način." Iako se izraelski Mossad obično smatra najbližim saveznikom CIA-e u regiji, Scheuer i drugi ispitanici su rekli da je GID sposoban i profesionalan kao Mossad, a kao arapska nacija, Jordan je učinkovitiji u suzbijanju pretežno arapskih militantnih organizacija. "GID ima širi doseg na Bliskom istoku od Mossada", rekao je Scheuer.
GID se smatra za jednu od najboljih obavještajnih službi na Bliskom Istoku kao i za jednu od najprofesionalnijih u arapskom svijetu.
Jordanska obavještajna služba, Mukhabarat, smatra se najprofesionalnijom u arapskom svijetu. Za obavještajne podatke s Bliskog Istoka, neki agenti CIA-e smatraju jordansku službu vrijednijom od izraelskog Mossada. "Vrlo su sposobni, žive u surovom susjedstvu i morali su preživjeti", kaže bivši glavni agent CIA-e.

## Ravnatelji
| Ravnatelj                          | Razdoblje     |
| ---------------------------------- | ------------- |
| Mohammed Rasul al-Kilani           | 1964.         |
| Madar Badran                       |               |
| Nazir Rashid                       | 1970.         |
| Ahmed Obeidat                      |               |
| Tariq Aladdin                      |               |
| Mostafa Al-Qaisi                   |               |
| Samih al-Batikhi                   |               |
| General Saad Khair                 | 2000. – 2005. |
| Samih Asfour                       |               |
| Mohamed Dahabi                     |               |
| Mohammed Al-Riggad                 |               |
| Faisal Al-Shobaki                  | 2011. – 2017. |
| General bojnik Adnan al-Jundi      | 2017. – 2019. |
| General bojnik Ahmad Hosni Hatokai | 2019. -       |

## Unutarnje poveznice
- CIA
- Mossad
- SOA

## Vanjske poveznice
- Službena stranica GID-a